# 蒙蒂塞洛 (肯塔基州)
36°50′17″N 84°51′0″W / 36.83806°N 84.85000°W
蒙蒂塞洛（Monticello）是位于美国肯塔基州韦恩县的一个镇，也是该县的县治所在。根据美国人口调查局2000年统计，共有人口5,981人，其中白人占94.63%、非裔美国人占2.42%。